# اسکار کرامر
اسکار کرامر (اسپانیایی: Oscar Kramer‎؛ ‏ ۲۵ مهٔ ۱۹۳۵ – ۷ آوریل ۲۰۱۰) تهیه‌کننده فیلم اهل آرژانتین بود.
از فیلم‌ها یا مجموعه‌های تلویزیونی که وی در آن‌ها نقش داشته است، می‌توان به همیشه خندان، نیوجرسی، کاراندیرو، کامچاتکا و پول سوخته اشاره نمود.